# USS Kennedy (DD-306)
USS Kennedy (DD-306) là một tàu khu trục lớp Clemson được Hải quân Hoa Kỳ chế tạo vào cuối Chiến tranh Thế giới thứ nhất. Nó là chiếc tàu chiến duy nhất của Hải quân Hoa Kỳ mang cái tên USS Kennedy, và là chiếc thứ hai được đặt theo tên Bộ trưởng Hải quân John P. Kennedy (1795-1870). Kennedy ngừng hoạt động năm 1930 và bị tháo dỡ năm 1932 nhằm tuân thủ quy định hạn chế vũ trang của Hiệp ước Hải quân London.

## Thiết kế và chế tạo
Kennedy được đặt lườn vào ngày 25 tháng 9 năm 1918 tại xưởng tàu Union Iron Works của hãng Bethlehem Shipbuilding Corporation ở San Francisco, California. Nó được hạ thủy vào ngày 15 tháng 2 năm 1919, được đỡ đầu bởi bà Eugene F. Essner; và được đưa ra hoạt động vào ngày 16 tháng 8 năm 1920 dưới quyền chỉ huy của Hạm trưởng, Thiếu tá Hải quân Charles Jefferson Parrish.

## Lịch sử hoạt động
Kennedy đi đến cảng nhà của nó tại San Diego, California vào ngày 7 tháng 10 năm 1920, và gia nhập Hạm đội Thái Bình Dương cho các cuộc thực tập và cơ động dọc theo vùng bờ Tây Hoa Kỳ, trải rộng từ vùng Tây Bắc Thái Bình Dương cho đến Nam Mỹ. Các hoạt động thường xuyên của nó bao gồm thực tập tác xạ, thực hành ngư lôi, canh phòng máy bay, tập trận hạm đội và cơ động chiến trận phối hợp với Lục quân.
Vào mùa Xuân năm 1924, Kennedy băng qua kênh đào Panama tham gia cuộc tập trung hạm đội tại vùng biển Caribe. Nó quay trở về San Diego vào ngày 22 tháng 4 để tiếp nối các hoạt động thường lệ, rồi lại lên đường vào ngày 13 tháng 6 năm 1925 tham gia tập trận Vấn đề Hạm đội, rồi tham gia các cuộc thực tập ngoài khơi quần đảo Hawaii. Trong chuyến đi này, nó tháp tùng Hạm đội Chiến trận trong chuyến đi viếng thăm Pago Pago, Samoa và các cảng ở Australia và New Zealand, quay trở về San Diego vào ngày 26 tháng 9. Đến năm 1927, nó lại đi sang vùng biển Caribe để thực tập, lần này được kéo dài bằng chuyến viếng thăm Norfolk, Virginia và New York trước khi quay trở về San Diego vào ngày 22 tháng 5. Nó lại lên đường vào ngày 9 tháng 4 năm 1928 cho một cuộc cơ động hạm đội quy mô lớn tại vùng biển Hawaii, và quay trở lại các hoạt động thường lệ tại San Diego hai tháng sau đó.
Sau các chuyến đi huấn luyện quân nhân dự bị vào mùa Hè năm 1929, Kennedy đi đến San Diego vào ngày 27 tháng 9, và được cho xuất biên chế tại đây vào ngày 1 tháng 5 năm 1930. Chiếc tàu khu trục bị bán để tháo dỡ vào ngày 19 tháng 3 năm 1931 nhằm tuân thủ các điều khoản hạn chế vũ trang của Hiệp ước Hải quân London.